# Henry Rollins
Henry Rollins, geboren als Henry Lawrence Garfield (Washington, 13 februari 1961), is een Amerikaans zanger, acteur, dichter, schrijver en allround artiest.

## Biografie
Als kind was hij hyperactief. Naar eigen zeggen werd hij door zijn ouders verwaarloosd, en werd hij
na de scheiding van zijn ouders regelmatig door de nieuwe vriendjes van zijn moeder mishandeld. Hij groeide op in zijn geboortestad Washington. Na zijn vijftiende begon hij op aanraden van een decaan op school te bodybuilden en stopte met het gebruik van pillen zoals Ritalin. Hij uitte zijn hyperactiviteit in bodybuilden en muziek. Van 1981 tot 1986 maakte hij deel uit van de hardcore punkband Black Flag. Bij de optredens van deze ruige band braken regelmatig vechtpartijen uit in het publiek. Ook de bandleden zelf raakten meerdere malen betrokken bij dergelijke geweldsuitbarstingen. Soms weigerde publiek, vooral grote sterke figuren, van het podium af te gaan, dat in veel gevallen al erg klein was. De band speelde dan gewoon door en Rollins ging dan bijvoorbeeld bij de drumkit staan zodat het publiek hem dan nog kon zien. 
Na een uit de hand gelopen concert ging bij Rollins de knop om en wilde hij Black Flag de rug toekeren. Dit bleek echter niet nodig, want bij thuiskomst ontving Rollins een telefoontje. Bandleider Greg Ginn had al besloten de band op heffen.
In 1987 richtte Henry Rollins zijn eigen band op, de Rollins Band, die meer metalpubliek aantrok dan hardcore/punk-publiek. Rollins werd na zijn concerten soms stevig aan de tand gevoeld door de hardcore/punk-fans wat betreft de teksten die hij zong. Met de Rollins Band, had hij veel meer metalfans, die Rollins als 'lui' beschouwde. Ze hingen soms de hele dag rond bij zijn toercaravan voor een handtekening en deden dus niks anders dan rondhangen en bier drinken. Dit in tegenstelling tot de Black Flag bezoekers waarmee hij echt discussies voerde na een concert. Na 2005 geeft Rollins vrijwel geen concerten meer, hij wil geen 'greatest hits'-concerten geven en vindt dat bij elke toer een nieuw album hoort.

## Doorbraak
Vooral door de single "Liar" is de Rollins Band in 1994 doorgebroken bij het grotere publiek. Het album waar de single "Liar" opstond, 'Weight', verkocht twee keer zo goed als de voorganger "The End Of Silence". Het laatste nummer van het album "Weight", genaamd "Shine", is tevens een nummer dat tijdens de aftiteling van de film 'The Chase' met onder andere Charlie Sheen en Henry Rollins zelf (als politieagent) te horen is. 
Rollins staat bekend als workaholic en vindt het belangrijk zo veel mogelijk van je leven te maken, wat vooral terug te vinden is in zijn oppeppende nummers zoals Lo-So (Low Self Opinion), Do It (een cover van Pink Fairies) en Shine. De boosheid over 'het leven' komt hierin ook naar voren.
Naast muziek maken en zijn "spoken word"-sessies is Rollins ook op andere gebieden actief. Hij heeft zich ingezet voor de drie Amerikaanse tieners, The West Memphis Three die volgens hem ten onrechte zijn veroordeeld vanwege de moord op drie jongetjes. Ook werkt Rollins met bestaande en beginnende bands uit vooral de hardrock en heavymetalscene, maar ook bands met muziek uit de oude punk/hardcoretijd. In 2011 zijn The West Memphis Three, na 18 jaar gevangenschap, weer vrij.
In de jaren 90 had Rollins veel kritiek op de hiphopmuziek aangezien veel van deze bands en artiesten moord en doodslag
in hun songteksten verwerken alsof het de normaalste zaak is. Henry Rollins heeft zijn beste vriend
Joe Cole verloren door een moord, waar hij bij was. Ook de neerbuigende manier waarop rappers zingen over vrouwen bevalt hem niet.

## Film en spelletjes
Rollins is in diverse games (spelletjes) als personage bespeelbaar. Ook liet Rollins het op filmgebied niet alleen bij The Chase, uit 1994 (waar hij ook de eindtune verzorgde) en speelt hij tot heden (2014) in diverse films, meestal bijrollen en soms een wat grotere rol en komt hij voor in enkele documentaires, in zowel oud als nieuw filmmateriaal.

## Henry Rollins als persoon
Henry Rollins beschrijft zichzelf als iemand die door keihard te werken en gewoon te doen
in plaats van te denken veel dingen bereikt heeft. Ook zijn pijnlijke jeugd speelt hierin
een rol. Dit alles is terug te vinden in zijn songteksten zoals in het nummer "Do It" en in zijn "spoken word"-sessies en interviews. Ook zet hij zich vaak in voor in zijn ogen belangrijke of goede doelen en is zijn agenda volgens zijn eigen zeggen zo vol dat er soms met moeite nog een gaatje te vinden is. Ook zijn afkeer van wapens, die in de V.S. in ieder huishouden aanwezig mogen zijn en zijn kwaadheid over de oorlog in Irak en president Bush en de gelijkheid van mensen, zijn onderwerpen waar Rollins zich voor inzet. In zijn 'spoken word'-optredens gaat hij vaak fel tekeer en neemt hij allerlei bands, maar ook bevolkingsgroepen en religies op de hak. Echter laat hij ook duidelijk blijken dat geweld of haat tegen anderen onnodig is, onder het mom van "laat iedereen in zijn waarde en wees blij dat je leeft". Hierbij refereert hij vaak naar zijn 'beste vriend' Joe Cole die vermoord werd, vlak voor zijn ogen.
In en voor 2007 bezocht Rollins regelmatig Irak om Amerikaanse troepen te ondersteunen. Hij trad dan niet op, maar maakte praatjes, deelde handtekeningen uit en gaf individuele steun aan soldaten, indien nodig.
Na 2010 treedt Rollins vrijwel nooit meer op, hij wil geen 'best of'-concerten geven en is van mening dat bands alleen moeten optreden als ze nieuw materiaal hebben. Wel komt hij naar grote festivals om daar "spoken word"-sessies te geven. Regelmatig gaat hij alleen op reis naar wat armere landen en overnacht dan bij mensen die hem uitnodigen. Hij merkt dat er veel metalbands zijn en komt zo ook in contact met fans, vaak de kinderen van de mensen bij wie hij overnacht, die niet het geld of de mogelijkheid hebben om aan de betere muziek te komen en soms zelf in een (beginnend) bandje spelen. Steevast heeft Rollins kleine externe harde schijven vol muziek bij zich en deelt de muziek in ruil voor een deel van hun muziek. Hij vindt dit heel belangrijk, omdat muziek bij hem een zo'n grote plek in zijn leven gaf. In de spoken word-sessies komen deze verhalen naar boven en is hij blij dat hij iemand in een arm land heeft kunnen verrijken met (max.) 2 TB muziek, wat daar al snel onderling verspreid wordt. Gekscherend haalt hij dan uit naar Lars Ulrich en verontschuldigt hij zich zogenaamd voor het mislopen van "Ulrich's 53 cents", vanwege het illegaal delen van muziek.